# 克利夫兰 (犹他州)
克利夫兰（英文：Cleveland），是美国犹他州埃默里县下属的一座城市。建市于 1885年，面积大约为0.85平方英里（2.2平方公里），海拔约为5,722英尺（1,744米）。根据2010年美国人口普查，该市有人口464人。